# Студія Артемія Лебедєва
Студія Артемія Лебедєва — російська дизайнерська компанія, заснована Артемієм Лебедєвим в 1995 році. Займається графічним і промисловим дизайном, найбільш відома роботами в сфері вебдизайну. На березень 2013 року в студії працює 5 артдиректорів і більше 300 співробітників.
Студія Лебедєва належить холдинговій компанії Art. Lebedev Group (ALG), куди також входять рекламна компанія ADEX, студія «Телетайп» і студія графічного дизайну «Артографіка». Власниками студії є Артемій Лебедєв, Денис Шохін і Костянтин Моршнєв.

## Історія і опис
Студія була заснована в 1995 році і спочатку називалася WebDesign, а свою нинішню назву отримала в 1998 році. У відповідності зі своїми правилами, студія не працює з приватними особами, політичними і релігійними організаціями. Девіз компанії: «Дизайн врятує світ».
Студія відома своїм неформальним стилем (у тому числі і ненормативною лексикою), часто неприйнятним з точки зору так званих «традиційних корпоративних цінностей».

## Роботи

### Вебдизайн
Студія відома створенням інтернет-сайтів для великих і добре відомих компаній. Серед робіт — дизайн сайтів компанії «Яндекс», сайт компанії Газпром, російські версії сайтів Microsoft, сайт компанії Євросєть — «Євросєть: люди», сайт новинного агентства Lenta.ру, періодичні видання «Газета.ру», «Вогник», «Московський комсомолець», а також інтерфейс системи управління бізнесом Мегаплан.

### Графічний дизайн
У портфоліо студії знаходиться велика кількість проектів графічного дизайну, які мають досить широку спрямованість. Це розробка фірмового стилю та логотипів, оформлення книг, плакатів, обкладинок, дисків, календарів, ілюстрації для відомих видань, білбордів і багато іншого.

### Дизайн середовища та архітектура
З початку двотисячних студія займається розробкою дизайну середовища, в тому числі інтер'єрів, арт-об'єктів, тематичного оформлення та виставкових стендів.

### Інші роботи
Популярність отримала створена і виготовлена студією клавіатура «Оптимус Максимус» (кожна клавіша якої є міні-дисплеєм, здатним програмно змінювати зображення в залежності від обраного режиму) і її зменшений варіант — «Оптімус міні-три».
У 2013 році студія виграла конкурс з проектування схеми московського метрополітену.
У 2014 році студія випустила неофіційний логотип Москви у вигляді червоної п'ятикутної зірки.
2015 року дизайнер з Одеси Сергій Стебліна, що працює в студії, розробляв із студією логотип тимчасово окупованого Криму для окупаційної влади.